# SN 1954M
SN 1954M – supernowa odkryta 3 czerwca 1954 roku w galaktyce A144936+1017. W momencie odkrycia miała maksymalną jasność 17,50m.